# Phoebe Ephron
Pour les articles homonymes, voir Ephron.
Phoebe Ephron est une scénariste américaine née le 26 janvier 1914 à New York, New York (États-Unis), morte le 13 octobre 1971 à New York (États-Unis).

## Filmographie
- 1944 : Bride by Mistake (en)
- 1947 : Gai, marions-nous (Always Together)
- 1948 : Wallflower (en)
- 1949 : John Loves Mary
- 1949 : Le Grand Tourbillon (Look for the Silver Lining)
- 1950 : Gare au percepteur (The Jackpot)
- 1951 : Sur la Riviera (On the Riviera)
- 1952 : Six filles cherchent un mari (Belles on their Toes)
- 1952 : Deux Durs à cuire (What Price Glory)
- 1954 : La Joyeuse Parade (There's No Business Like Show Business)
- 1955 : Papa longues jambes (Daddy Long Legs)
- 1956 : Carousel
- 1956 : Les Rois du jazz (The Best Things in Life Are Free)
- 1957 :  Une Femme de tête (The Desk set)
- 1963 : Le Combat du capitaine Newman (Captain Newman, M.D.)